# Yusef Abdeselam Kaddur
Yusef Abdeselam Kaddur (Melilla, España, 2 de enero de 1985) es un exdeportista español en la disciplina de luchas olímpicas y asociadas que compitió, en la categoría masculina, en las modalidades de grappling (sin kimono), grappling gi (con kimono) y jiu-jitsu brasileño. Estuvo presente en el Programa ADO —programa de apoyo al desarrollo y promoción de los deportistas nacionales de alto rendimiento a nivel olímpico— desde 2016 hasta 2018.
El 4 de julio de 2019 fue nombrado Viceconsejero de Juventud por el presidente de la Ciudad Autónoma de Melilla, cargo que desempeñó hasta el 20 de noviembre de ese mismo año.

## Trayectoria

### Inicios
Inició su carrera deportiva en la ciudad de Granada, donde estudiaba Ciencias Ambientales y practicaba boxeo. Fue entonces cuando se interesó por las MMA (Artes Marciales Mixtas) y aprendió BJJ (Jiu-Jitsu Brasileño) de la mano del entrenador brasileño Luis Zárate.

### 2012
Yussef Abdeselam empezó a darse a conocer en 2012, año en el que obtuvo, entre otros, el oro en la Copa Eurofighter BJJ, una medalla de bronce en el Open Internacional de Londres y la victoria en III Trofeo Interclubes BJJ y la V Copa Granada. 

### 2013
El 6 de abril de 2013, consiguió la medalla de oro en el Open Ansgar de BJJ, disputada en el Pabellón Hospitalet Nord (Hospitalet de Llobregat, Barcelona), el primer OPEN de BJJ ANSGAR conjuntamente con la AEBJJ (Asociación Española de Jiu-Jitsu Brasileño).
Ganó el campeonato de su peso y absoluto en el Open Internacional Vila d"Onda de Brazilian, competición perteneciente al circuito mundial. La competición se celebró en el Pabellón Víctor Cabedo Carda, en la localidad castellonense de Onda.

### 2014
En 2014 se consagró tras lograr la medalla de bronce en el Campeonato Mundial Profesional de Jiu-Jitsu (considerado como el segundo más prestigioso del circuito, solamente detrás del Mundial de Jiu-Jitsu de la Federación Internacional), que tuvo lugar, en abril, en Abú Dhabi.
En octubre de 2014, conquistó la medalla de bronce en el London International Open IBJJF Jiu-Jitsu No-Gi Championship —en el Crystal Palace, un campeonato del circuito mundial de la Federación Internacional IBJJF—, el deportista melillense se clasificó en tercera posición, tras perder en semifinales, ante Roger Matthew Dardis, un brasileño de la academia de Marcelo Garcia.
El 17 de noviembre conquistó el primer puesto en el Munich Fall International Open 2014 de IBJJF, tanto en el peso medio como en el open class.

### 2015
Este año consiguió el subcampeonato en el Abú Dhabi World Professional Jiu-Jitsu Championship 2015, siendo el único español que obtuvo medalla durante la competición.
El 14 de noviembre consiguió dos cinturones en la competición organizada por NAGA (North American Grappling Association), celebrada en el Gymnase Des Quatre Chênes, en Amiens (Francia), proclamándose campeón de Europa en Gi cinturón marrón hasta 82 kg y no Gi experto.
Ese mismo mes ganó, en el Madrid Internacional Open Jiu-Jitsu IBJJF, el oro en GI y No GI, y fue tercero en absoluto (open class) GI y No GI.

### 2016

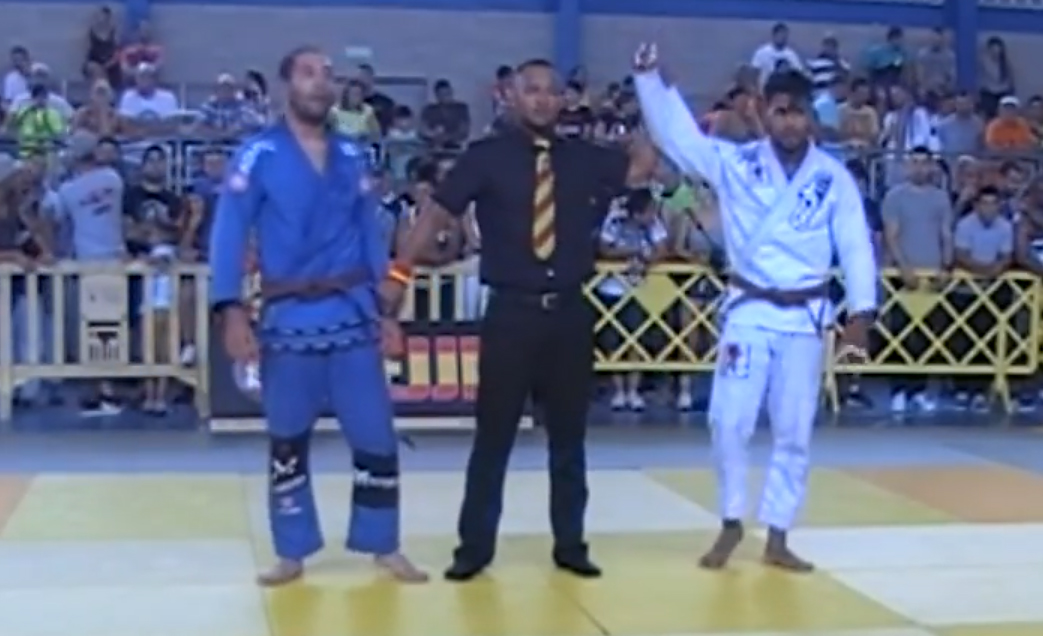
Yusef Kaddur vs. Yones Orfi, final absoluta Campeonato Cataluña, 2016.

Ganó la medalla de oro en el VIII Campeonato de España Senior Grappling Masculino en la categoría de 77 kg, celebrado en el mes de febrero en la ciudad de Gijón. Compitió con la Federación Canaria y el Club Patonilo. La final la disputó con Miguel Rodríguez, también de la Federación Canaria y el Club Taz Jinamar.
Ganó la medalla de plata en el VIII Campeonato de España Senior Grappling - GI Masculino en la categoría de 84 kg, celebrado en la ciudad de Gijón. Compitió con la Federación Canaria y el Club Patonilo. La final la disputó con Cristian García Santana, también de la Federación Canaria y el Club Jet Canarias.
El 2 de julio de 2016 consiguió la medalla de oro en el Campeonato de Cataluña de jiu jitsu brasileño (cinturón marrón, absoluto adulto/master masculino), organizado por la AEJJB (Asociación Española de Jiu Jitsi Brasileño) y celebrado en la localidad de Badia del Vallès.
El 17 de julio se proclamó doble campeón europeo en el Campeonato Europeo 2016 celebrado en Roma (Italia), venciendo en la final, en la modalidad de Grappling, al luchador de Ukrania, Dmytro Netkachev, y en la modalidad de Grappling - gi, venciendo en la final al luchador rumano Pirtea Aurel.
En octubre se proclamó doble campeón en el Campeonato Mundial de Grappling 2016 (UWW World Grappling Wrestling Championships) celebrado en Minsk (Bielorrusia), durante los días 27 de septiembre y 1 de octubre, venciendo en la final al luchador de Kazajistán, Baldanbaev Aidar, en la modalidad de Grappling. Y en la modalidad de Grappling - gi, venciendo en la final al luchador ruso Uzayruev Eldar. Además, es el primer melillense en lograr una medalla en un Mundial, donde dominaron los luchadores de la federación rusa.

### 2017
El 26 de febrero se alzó con las medallas de oro en el Netherlands National Pro Jiu-Jitsu Championship - Gi, celebrado en  polideportivo Topsportcentrum, en Almere (Holanda), en su peso y en la división abierta, modalidad Gi.
Se proclamó campeón en el IX Campeonato de España Senior de las modalidades de Grappling y Grappling gi, celebrado durante los días 10, 11, y 12 de marzo en la ciudad de Cáceres.
El 18 de marzo consiguió la medalla de bronce en el Abú Dhabi Grand Slam Jiu-Jitsu World Tour, London - GI, en la categoría cinturón marrón, 77 kg., tras perder en semifinales contra Pedro Ramalho, uno de los mejores luchadores del mundo en esta disciplina deportiva.
En abril se hizo con la medalla de plata en el Abú Dhabi World Professional Jiu-Jitsu Championship 2017.
El 2 de mayo y de manera consecutiva se volvió a proclamar campeón de Europa de Grappling - Gi, en la ciudad serbia de Novi Sad, derrotando al ruso Prokopev Artur.
Yusef Abdeselam Kaddur revalidó el título de campeón del mundo Grappling Gi en el Campeonato Mundial de Grappling 2017, celebrado los días del 18 al 21 de octubre, en Bakú (Azerbaiyán), derrotando al luchador ruso Magomedov Shamil.
En noviembre consiguió las medallas de oro en el Madrid International Open IBJJF Jiu-Jitsu Championship y Madrid International Open IBJJF Jiu-Jitsu No-Gi Championship, tanto en su peso como en la división abierta.
El 16 diciembre consiguió la medalla de oro en su peso y en el open, en la modalidad Grappling GI, en el Spain National Jiu-Jitsu Championish, de la UAEJJF (Federación de Jiu-Jitsu de los Emiratos Árabes Unidos), celebrado en el Palacio de Deportes José María Martín Carpena, en Málaga.

### 2018
El 10 de febrero disputó la final de la Copa Podio Grand Prix de los pesos ligeros del Iron Brown Belt, en Stavanger (Noruega). Compitió con Alan Ciku (Bélgica), Alberto Buriasco (Italia), Bryn Jenkins (Reino Unido), Emad Omran (Suecia), Gniewko Wisniewski (Polonia), Marcus Phelan (Irlanda), Mohammad Abdulkadirov (Rusia), Sandor Lakatos (Hungría) y Tarik Hopstock (Noruega), quien ganó por una ventaja y se convirtió en campeón.
El 24 de febrero consiguió la medalla de bronce —en la modalidad de grappling— y el día 25 la medalla de oro —en la modalidad de grappling gi— en el Campeonato de España disputado en el pabellón OVNI del polideportivo Internúcleos de Puerto de Sagunto (Valencia).
El 28 de abril, Yusef Abdeselam Kaddur revalidó el título de campeón de Europa de Grappling Gi en el Campeonato Europeo de Grappling 2018, celebrado durante los días del 27 al 28 de abril, en Kaspisk (Rusia), bajo la organización de United World Wrestling (UWW) y la Federación Rusa de Lucha, venciendo en la final al luchador de Daguestán, Gadzhiev Magomedrasul. Las competiciones tuvieron lugar en el mítico Palacio de Deportes Ali Aliyev (Спорткомплекс имени Али Алиева), en la capital de Daguestán. Esta medalla supone para el luchador melillense su cuarto oro consecutivo en el Campeonato Europeo.
El 10 de julio obtuvo la graduación de faixa preta (cinturón negro), de la mano de Claudio Calasans, campeón mundial brasileño de Jiu Jitsu Brasileño (BJJ) y campeón Absoluto de ADCC (Abu Dhabi Combat Club. Submission Wrestling World Championship), un reconocimiento como experto en la habilidad técnica y práctica de la disciplina. 
El 9 de septiembre de este año, Yusef Abdeselam Kaddur revalidó el título de campeón del mundo de Grappling Gi en el Campeonato Mundial de Grappling 2018, celebrado durante los días del 6 al 9 de septiembre, en Astaná (Kazajistán), bajo la organización del World Grappling Committee y la Kazakhstan Grappling Association, venciendo en la final al luchador ruso, Rizvan Rizvanov, por cinco victorias a dos. Las competiciones tuvieron lugar en Sports complex "Daulet" de la capital de Kazajistán.

### 2019
El 6 de abril, Yusef Abdeselam Kaddur consiguió la medalla de bronce, en Grappling Gi, en el Campeonato Europeo de Grappling 2019, celebrado durante los días del 5 al 6 de abril, en Bucarest (Rumanía), bajo la organización de United World Wrestling (UWW) y la Romanian Wrestling Federation, venciendo al italiano Maicol Benetti. Las competiciones tuvieron lugar en el Polyvalent Hall Bucharest, en la capital de Rumanía.

## Palmarés internacional

### Campeonatos mundiales y europeos
| Campeonato Mundial de Grappling | Campeonato Mundial de Grappling | Campeonato Mundial de Grappling | Campeonato Mundial de Grappling | Campeonato Mundial de Grappling |
| Año                             | Lugar                           | Medalla                         | Especialidad                    | Prueba                          |
| ------------------------------- | ------------------------------- | ------------------------------- | ------------------------------- | ------------------------------- |
| 2016                            | Minsk (Bielorrusia)             | Medalla de oro                  | Grappling                       | GI - 70 KG                      |
| 2016                            | Minsk (Bielorrusia)             | Medalla de oro                  | Grappling                       | NOGI - 70 KG                    |
| 2017                            | Bakú (Azerbaiyán)               | Medalla de oro                  | Grappling                       | GI - 70 KG                      |
| 2018                            | Astaná (Kazajistán)             | Medalla de oro                  | Grappling                       | GI - 77 KG                      |
| Campeonato Europeo de Grappling |                                 |                                 |                                 |                                 |
| Año                             | Lugar                           | Medalla                         | Especialidad                    | Prueba                          |
| 2016                            | Roma (Italia)                   | Medalla de oro                  | Grappling                       | GI - 77 KG                      |
| 2016                            | Roma (Italia)                   | Medalla de oro                  | Grappling                       | NOGI - 77 KG                    |
| 2017                            | Novi Sad (Serbia)               | Medalla de oro                  | Grappling                       | GI - 77 KG                      |
| 2018                            | Kaspisk (Rusia)                 | Medalla de oro                  | Grappling                       | GI - 77 KG                      |
| 2019                            | Bucarest ()                     | Medalla de bronce               | Grappling                       | GI - 77 KG                      |

### Campeonatos internacionales
| European Open Jiu-Jitsu IBJJF Championship                  | European Open Jiu-Jitsu IBJJF Championship | European Open Jiu-Jitsu IBJJF Championship | European Open Jiu-Jitsu IBJJF Championship | European Open Jiu-Jitsu IBJJF Championship |
| Año                                                         | Lugar                                      | Medalla                                    | Especialidad                               | Prueba                                     |
| ----------------------------------------------------------- | ------------------------------------------ | ------------------------------------------ | ------------------------------------------ | ------------------------------------------ |
| 2011                                                        | Lisboa (Portugal)                          | Medalla de oro                             | Jiu-Jitsu                                  | Peso medio/cinturón azul                   |
| Open International Vila d'Onda                              |                                            |                                            |                                            |                                            |
| Año                                                         | Lugar                                      | Medalla                                    | Especialidad                               | Prueba                                     |
| 2013                                                        | Onda (España)                              | Medalla de oro                             | Grappling                                  | Peso medio/cinturón marrón                 |
| 2013                                                        | Onda (España)                              | Medalla de oro                             | Grappling                                  | Absoluta                                   |
| Munich Fall International Open IBJJF Jiu-Jitsu Championship |                                            |                                            |                                            |                                            |
| Año                                                         | Lugar                                      | Medalla                                    | Especialidad                               | Prueba                                     |
| 2014                                                        | Munich (Alemania)                          | Medalla de oro                             | Grappling                                  | Peso medio/cinturón marrón                 |
| 2014                                                        | Munich (Alemania)                          | Medalla de oro                             | Grappling                                  | Absoluta                                   |
| Grand Slam de Londres                                       |                                            |                                            |                                            |                                            |
| Año                                                         | Lugar                                      | Medalla                                    | Especialidad                               | Prueba                                     |
| 2017                                                        | Londres (Reino Unido)                      | Medalla de bronce                          | Grappling                                  | GI - 70 KG                                 |
| Abú Dhabi World Pro                                         |                                            |                                            |                                            |                                            |
| Año                                                         | Lugar                                      | Medalla                                    | Especialidad                               | Prueba                                     |
| 2015                                                        | Abu Dhabi (EAU)                            | Medalla de plata                           | Jiu-Jitsu                                  | Cinturón marrón/75 KG                      |
| 2017                                                        | Abu Dhabi (EAU)                            | Medalla de plata                           | Jiu-Jitsu                                  | 77 kg                                      |
| Netherlands National Pro Jiu-Jitsu Championship - GI        |                                            |                                            |                                            |                                            |
| Año                                                         | Lugar                                      | Medalla                                    | Especialidad                               | Prueba                                     |
| 2017                                                        | Almere (Países Bajos)                      | Medalla de oro                             | Jiu-Jitsu                                  | Cinturón marrón/77 KG                      |
| 2017                                                        | Almere (Países Bajos)                      | Medalla de oro                             | Jiu-Jitsu                                  | Cinturón marrón/OPEN                       |
| Madrid International Open Jiu-Jitsu IBJJF                   |                                            |                                            |                                            |                                            |
| Año                                                         | Lugar                                      | Medalla                                    | Especialidad                               | Prueba                                     |
| 2015                                                        | Madrid (España)                            | Medalla de oro                             | Grappling                                  | Peso medio/cinturón marrón                 |
| 2015                                                        | Madrid (España)                            | Medalla de oro                             | Grappling No-gi                            | Peso medio/cinturón marrón                 |
| 2015                                                        | Madrid (España)                            | Medalla de bronce                          | Grappling                                  | Absoluta                                   |
| 2015                                                        | Madrid (España)                            | Medalla de bronce                          | Grappling No-gi                            | Absoluta                                   |
| 2017                                                        | Madrid (España)                            | Medalla de oro                             | Grappling                                  | Peso medio/cinturón marrón                 |
| 2017                                                        | Madrid (España)                            | Medalla de oro                             | Grappling                                  | Absoluta                                   |
| 2017                                                        | Madrid (España)                            | Medalla de oro                             | Grappling No-gi                            | Peso medio/cinturón marrón                 |
| 2017                                                        | Madrid (España)                            | Medalla de oro                             | Grappling No-gi                            | Absoluta                                   |

## Campeonatos nacionales

### Victorias (4)
| Año  | Torneo                                 | Lugar   | Especialidad   | Prueba       | Clasificación |
| ---- | -------------------------------------- | ------- | -------------- | ------------ | ------------- |
| 2016 | VIII Campeonato de España de Grappling | Gijón   | Grappling      | 77 KG        | 1º            |
| 2016 | VIII Campeonato de España de Grappling | Gijón   | Grappling - GI | 84 KG        | 2º            |
| 2017 | IX Campeonato de España de Grappling   | Cáceres | Grappling      | GI - 77 KG   | 1º            |
| 2017 | IX Campeonato de España de Grappling   | Cáceres | Grappling      | NOGI - 77 KG | 1º            |
| 2018 | X Campeonato de España de Grappling    | Sagunto | Grappling      | NOGI - 77 KG | 3º            |
| 2018 | X Campeonato de España de Grappling    | Sagunto | Grappling      | GI - 77 KG   | 1º            |

## Homenajes y reconocimientos
Ante la situación que la Asociación Intercultura y la Federación Los Verdes, de Melilla, consideraron de olvido y ninguneo intencionado por parte de las instituciones políticas locales al deportista melillense (la noticia de la Agencia EFE, respecto a la negativa de apoyo al deportista apareció, en junio de 2017, entre otros medios, en Mundo Deportivo, La Vanguardia, Diario Sur, El Confidencial, Iusport y Diario Vasco), estas agrupaciones −con el apoyo de la ciudadanía y otras entidades culturales, entre las que destaca el Centro UNESCO− decidieron, en octubre de 2017, rendir un homenaje a Yusef Abdeselam, por su trayectoria deportiva y profesional.
El 6 de abril de 2018 —con motivo de la conmemoración de la inauguración, en 1896, de los primeros Juegos Olímpicos de la era moderna, en la ciudad de Atenas (Grecia)— el Centro UNESCO de Melilla dedicó a Yusef el Día Internacional del Deporte para el Desarrollo y la Paz.
El 27 de abril de 2018, en el teatro Kursaal-Fernando Arrabal, la Asociación de la Prensa Deportiva de Melilla entregó sus galardones a los mejores del 2017 en la XXIV Gran Gala del Deporte, concediendo a Yusef Abdeselam Kaddur el Premio Gesta Deportiva.
El 31 de agosto de 2018 la Comisión de Educación y Cultura de la Asamblea de Melilla apruebó proponer conceder la Medalla de Oro de la Ciudad Autónoma de Melilla a Yusef Abdeselam Kaddur. La Medalla de Oro de la Ciudad Autónoma de Melilla constituye el grado máximo de condecoraciones que puede otorgar la Ciudad Autónoma de Melilla y se reserva para premiar méritos verdaderamente singulares que concurran en personas o instituciones cuya importancia y trascendencia para los intereses generales de la Ciudad Autónoma les hagan acreedoras y dignas de tan elevada recompensa. La propuesta de Medalla de Oro fue aprobada sin debate y por unanimidad por la Asamblea de Melilla en el pleno celebrado el día 7 de septiembre de 2018. El día 16 de septiembre, Yusef Abdeselam recibe la mencionada distinción.